# Anja Brugger
Anja Brugger (* 1. November 1992 in Waiblingen) ist eine ehemalige deutsche Handballspielerin, die mehrere Spielzeiten für Frisch Auf Göppingen in der Bundesliga auflief.

## Karriere
Brugger begann das Handballspielen im Alter von zehn Jahren in ihrer Geburtsstadt beim VfL Waiblingen. Mit der Damenmannschaft des VfL Waiblingen lief sie in der Saison 2011/12 in der 3. Liga auf. Dort wurde die Linkshänderin auf Rechtsaußen und im rechten Rückraum eingesetzt. Für dieselbe Spielzeit besaß Brugger ein Zweitspielrecht für den Bundesligisten SG Kickers/Sindelfingen, der jedoch vor Saisonbeginn seine Mannschaft vom Spielbetrieb zurückziehen musste.
Brugger stand ab der Saison 2012/13 beim Bundesligisten Frisch Auf Göppingen unter Vertrag. In ihrer ersten Spielzeit erzielte sie insgesamt 20 Treffer für Göppingen. Eine Spielzeit später nahm sie mit Göppingen am EHF-Pokal teil. In diesem Wettbewerb erzielte Brugger 11 Treffer. Im Auftaktspiel der Saison 2014/15 zog sich Brugger ein Kreuzbandriss zu, woraufhin sie mehrere Monate pausieren musste. In der darauffolgenden warf sie 67 Tore. Mit Göppingen trat sie 2021 den Gang in die Zweitklassigkeit an. Nach der Saison 2021/22 beendete sie ihre Karriere. Im April 2023 wurde Brugger nochmals bis zum Saisonende 2022/23 von Frisch Auf Göppingen reaktiviert.
Brugger nahm im Jahr 2016 mit den CAIPIranhas Erlangen am Finale der European Beachhandball Tour teil. Dort belegte sie mit den CAIPIranhas den 8. Platz.